# Mariposa (Foxtrott)
Mariposa (spanisch für “Schmetterling”) ist der Titel eines “Fuchstanzes”, den der Komponist, Musikbearbeiter und Arrangeur zahlreicher Potpourris, Carl Elias Mieses, unter seinem Künstlernamen Ernest Tompa komponierte. Der Foxtrott erschien 1919 im Drei-Masken-Verlag in Berlin.

## Hintergrund
Der aus Nordamerika stammende Foxtrott wurde in Deutschland nach dem Ersten Weltkrieg als „Fuchs-Tanz“ bezeichnet. Damals, als er noch neu war, wurde er mit anderen Figuren getanzt, als man sie heute kennt: mit „flinken Beinbewegungen, tiefen Kniebeugen, Spreizschritten und Sprüngen“, die mit „hoch in die Luft geworfenen Beinen“ an den Cake Walk und seine Prances erinnerten.
Wie viel ausgelassener und freier diese Art, den Foxtrott zu tanzen, wirkte, zeigt Ernst Lubitschs Filmkomödie “Die Austernprinzessin”, die im gleichen Jahr wie “Mariposa” herauskam. Im Verlauf der Handlung bricht darin eine „Foxtrott-Epidemie“ aus, der sich niemand entziehen kann.
Der „neuerdings modernste Salontanz“ “Mariposa” wurde auch unter dem Namen „der Genfer Fox-Trot“ bekannt und erfreute sich „in Kreisen der Herren Kapellmeister sowie in den Tanzinstituten“ lebhafter Nachfrage.
Mit demselben Titel “Mariposa” gab es zur gleichen Zeit auch einen Tango des französischen Komponisten und Musikverlegers Laurent Halet. Ein weiterer Tango Argentino mit diesem Titel von A. Dosi erschien im Musikverlag Sassetti & Ca Editores in Lissabon/Portugal.

## Interpreten
Marek Weber spielte mit seiner “Künstler-Hauskapelle vom Hôtel Esplanade Berlin” den ‘Fuchstanz’ “Mariposa” am 25. März 1919 bei Parlophon für deren „Serie Moderne Tänze“ in den Trichter. Bei der “Grammophon” war es der Kapellmeister Tauber, der ihn mit einem Tanzorchester aufnahm. Bei Vox erschien vom Vox-Tanzorchester je eine 25-cm- und eine 30-cm-Ausgabe, die Künstler bei Homocord und Kalliope blieben auf den labels ungenannt. Kalliope bot auch eine Fassung an, die auf der Ziehharmonika (schwedisch dragspel) gespielt wurde: auch hier blieb der Künstler namenlos. Der Tanz erschien auch als Notenrolle für mechanische Musikinstrumente im Handel.

## Notenausgabe
- Mariposa. Foxtrot (Fuchs-Tanz) von Ernest Tompa. Titelillustration von Paul Telemann. Drei Masken Verlag GmbH. Berlin-München 1919.

## Tondokumente
- Parlophon-Record [ohne Best.Nr.: (später P. 397-II)] 2-2438. Serie I: moderne Tänze. Mariposa. Foxtrot von Ernest Tompa. Gespielt von Marek Weber mit seiner Künstler-Hauskapelle vom Hôtel Esplanade, Berlin. Aufgen. 25. März 1919[13]
- Schallplatte „Grammophon“ 13 637 / 3-940922 (Matr. 14 081 r)  Mariposa. Fox-Trot (Fuchstanz) (Ernest Tompa) Gespielt vom Tanz-Orchester. Kapellmeister Tauber.
- Vox 1035-A (Matr. 270-B) Mariposa. Foxtrot (M: Ernest Tompa) Vox-Tanz-Orchester (NE 03/1922, K1921/22), auch 30 cm-Ausgabe: Vox 01031-B (K1921/22)[14]
- Homokord 15 815 (Matr. 15815) [im wax: D4G ; A 26 7 19] Mariposa. Fox-Trott (Ernest Tompa) Orchester.
- Kalliope K 1 (Matr. Zw 2512) Mariposa. Foxtrott von Tompa. Orchester.
- Kalliope K 165 (Matr. Zw 2787) Mariposa. Foxtrott (Tompa) Schwedische Dragspel-Aufnahme.

## Notenrollen
- Welte-Mignon #3685 MARIPOSA, Fox-Trot (Tanz-Musik) — Tompa, gespielt von Hans Haeuser.[15]
- Rolle Nr. 1114 - Für mechanische Zither „Triola“ :  Mariposa, Foxtrot. Tompa, Ernest.[16]
- Gebr. Weber, Waldkirch im Schwarzwald. Rolle 9 - 45,6 Meter - Für Orchestrion Weber “Unika” : Zaza, Foxtrott / Moeder! Ik kann je niet missen, Lied / Mariposa, Foxtrott / Mon chèr ami, Tango milonga.[17]